# Rhodesian Front

Flagge der Rhodesischen Front

Die Rhodesian Front (Abkürzung RF, dt. Rhodesische Front) war eine politische Partei in Rhodesien. Mit ihrem Vorsitzenden Ian Smith regierte sie das Land von 1962 bis 1979 faktisch als Einheitspartei.
Die Rhodesian Front entstand aus der Dominion Party, die sich gegen die Übergabe der Regierungsverantwortung an die schwarze Bevölkerungsmehrheit in der damaligen britischen Kolonie Südrhodesien wandte. Die Partei geriet dadurch in Konflikt mit dem Mutterland, das seiner Kolonie nur dann die Unabhängigkeit gewähren wollte wenn die afrikanische Mehrheitsbevölkerung an der Macht beteiligt werde. Als in dieser Frage keine Einigung erzielt wurde, erklärte sich Südrhodesien ohne Zustimmung des Vereinigten Königreichs am 11. November 1965 selbst für unabhängig.
In der faktisch unabhängigen, aber international nicht anerkannten Republik Rhodesien regierte die RF 14 Jahre lang praktisch unumschränkt als faktische Einheitspartei, mit Ian Smith als Ministerpräsident. Hauptprogrammpunkt der Partei war der Erhalt der Herrschaft der weißen Minderheit „auf tausend Jahre“. Bei Wahlen erhielt sie, dank des Mehrheitswahlrechts und dem weitgehenden Ausschluss der afrikanischen Bevölkerung, stets alle Sitze im Parlament.
1979 wurden, nach jahrelangem Guerillakrieg, erstmals allgemeine Wahlen abgehalten, und die Macht im Land wurde an die schwarze Mehrheitsbevölkerung abgetreten. Bis 1987 konnte die RF weiterhin die Mehrheit der in der Übergangsverfassung für Weiße reservierten 20 Parlamentssitze halten.
1981 änderte die Partei ihren Namen in Republican Front, 1984 in Conservative Alliance of Zimbabwe.